# Mykoła Smaha
Mykoła Jakowycz Smaha, ukr. Микола Якович Смага, ros. Николай Яковлевич Смага, Nikołaj Jakowlewicz Smaga (ur. 22 sierpnia 1938 we wsi Bobrowo w obwodzie sumskim na Ukrainie, zm. 28 marca 1981 w Kijowie) – ukraiński lekkoatleta chodziarz startujący w barwach Związku Socjalistycznych Republik Radzieckich, medalista olimpijski i mistrz Europy.
Pierwszy sukces międzynarodowy odniósł na mistrzostwach Europy w 1966 w Budapeszcie, gdzie zdobył brązowy medal w chodzie na 20 kilometrów przegrywając jedynie z Dieterem Lindnerem z Niemieckiej Republiki Demokratycznej i swym kolegą z reprezentacji ZSRR Wołodymyrem Hołubnyczym. Zwyciężył na tym dystansie w finale pucharu świata w chodzie w 1967 w Bad Saarow.
Na igrzyskach olimpijskich w 1968 w Meksyku Smaha zdobył brązowy medal w chodzie na 20 kilometrów za Wołodymyrem Hołubnyczym i Meksykaninem José Pedrazą. Również na mistrzostwach Europy w 1969 w Atenach wywalczył brązowy medal w tej konkurencji wyprzedzili go Brytyjczyk Paul Nihill i Rumun Leonida Caraiosifoglu. Był czwarty w chodzie na 20 kilometrów w finale pucharu świata w chodzie w 1970 w Eschborn.
Na mistrzostwach Europy w 1971 w Helsinkach zwyciężył w chodzie na 20 km w czasie 1:27:20,2, wyprzedzając następnego Gerharda Sperlinga z NRD i Paula Nihilla. Na igrzyskach olimpijskich w 1972 w Monachium zajął 5. miejsce na tym dystansie. Podczas pucharu świata w chodzie w 1973 w Lugano zajął 4. miejsce na 20 km.
Był mistrzem ZSRR na w chodzie 20 km w 1969 (wspólnie z Giennadijem Agapowem), 1970 i 1971.